# Municipio de Saginaw

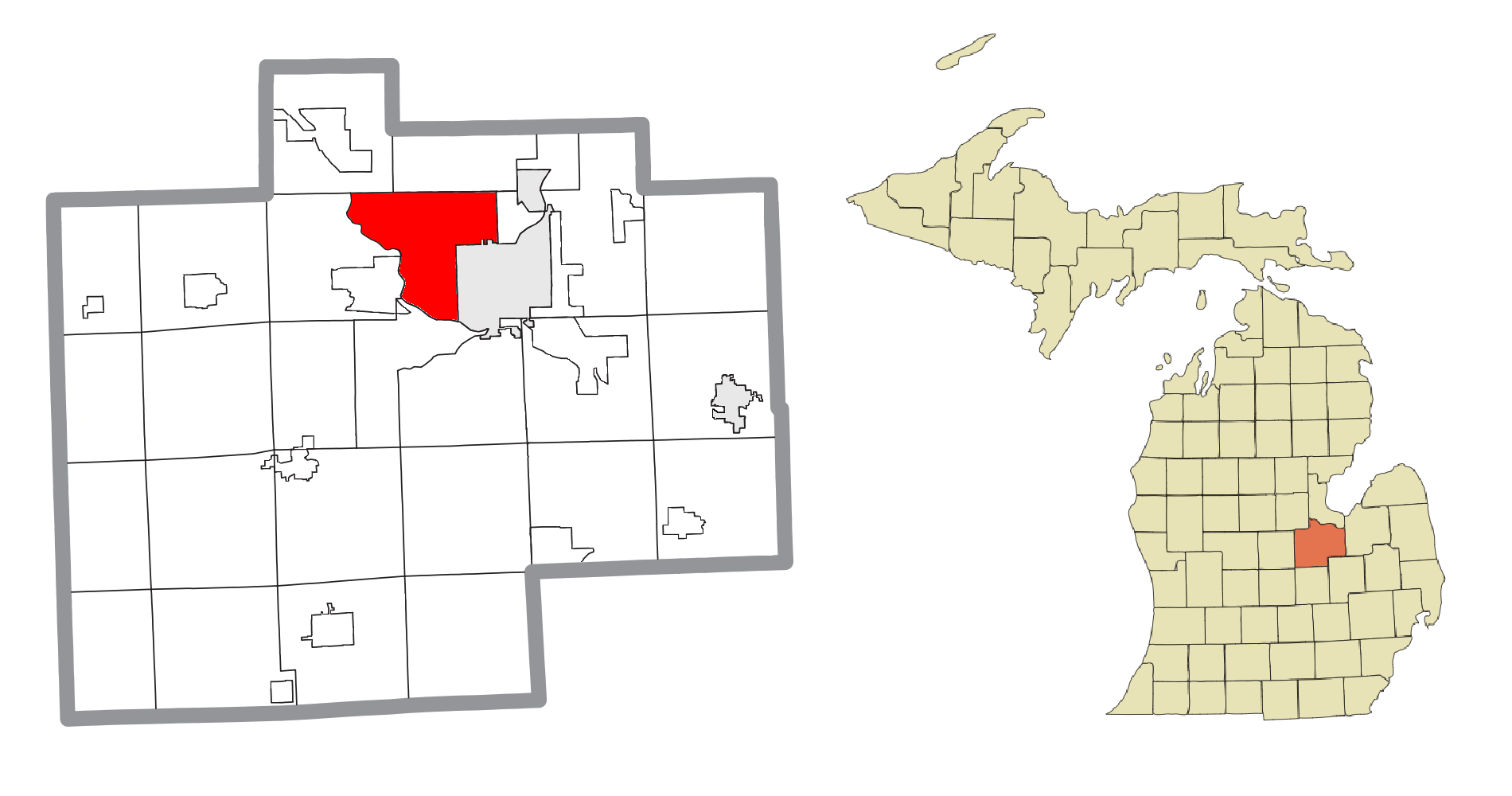
Mapa de Saginaw

El municipio de Saginaw (en inglés: Saginaw Township) es un municipio ubicado en el condado de Saginaw en el estado estadounidense de Míchigan. En el año 2010 tenía una población de 40840 habitantes y una densidad poblacional de 633,91 personas por km².

## Geografía
El municipio de Saginaw se encuentra ubicado en las coordenadas 43°26′58″N 84°1′20″O / 43.44944, -84.02222. Según la Oficina del Censo de los Estados Unidos, el municipio tiene una superficie total de 64.43 km², de la cual 63.45 km² corresponden a tierra firme y (1.52%) 0.98 km² es agua.

## Demografía
Según el censo de 2010, había 40840 personas residiendo en el municipio de Saginaw. La densidad de población era de 633,91 hab./km². De los 40840 habitantes, el municipio de Saginaw estaba compuesto por el 83.78% blancos, el 8.78% eran afroamericanos, el 0.28% eran amerindios, el 3.4% eran asiáticos, el 0.08% eran isleños del Pacífico, el 1.49% eran de otras razas y el 2.19% pertenecían a dos o más razas. Del total de la población el 6.39% eran hispanos o latinos de cualquier raza.